# August Košutić
August Košutić (Radoboj kraj Krapine, 5. srpnja 1893. – Zagreb, 12. rujna 1964.), bio je hrvatski političar. Jedan od prvaka Hrvatske seljačke stranke (potpredsjednik) u razdoblju Prve Jugoslavije. Brat je hrvatske književnice Side Košutić i mlađi brat Stjepana Košutića. Suprug Mire Radić, kćeri Stjepana Radića.

## Život i djelovanje do 1929.
August Košutić rođen je u Radoboju 1893. godine. Po završenoj osnovnoj školi odlazi u Zagreb i nastavlja školovanje u Klasičnoj gimnaziji koju završava 1913. godine. Kao srednjoškolac naučio je stenografiju, pa je bio pozvan u Hrvatski sabor bilježiti izlaganja saborskih zastupnika. U Saboru je često susretao Stjepana Radića, kojega je već ranije upoznao u roditeljskoj kući i koji je na njega snažno utjecao.
Završivši srednju školu, upisuje se na Pravni fakultet u Zagrebu. Nakon izbijanja Prvoga svjetskog rata morao je prekinuti studij i odazvati se pozivu u vojsku. Kao časnik austrougarske vojske bio je na bojištima Galicije i Soče.
Po završetku rata ne nastavlja studij prava, već se upisuje na Visoku tehničku školu u Pragu. Nakon uspješno položenih ispita promoviran je u inženjera. Neko vrijeme ostaje u Pragu kao asistent katedre za opću znanost o strojevima.
Ubrzo se vraća u domovinu. Uključuje se u redove HRSS i kao jedan od rijetkih intelektulaca u stranci ulazi u njezino vodstvo. Godine 1921. vjenčao se s kćeri Stjepana Radića, Mirom. Biran za zastupnika u Narodnoj skupštini Kraljevine SHS.
Godine 1923. – 1924. pratio je Radića na putu u London i Moskvu. U vrijeme kada je rad HRSS bio zabranjen na temelju Obznane, 1924. – 1925., bio je s ostalim članovima vodstva stranke zatvoren. Godine 1924. preživio je atentat u Kaštel Starom. Kad Stjepan Radić sklapa sporazum s radikalima i ulazi u vladu, Košutić postaje podtajnik u Ministarstvu prometa, a krajem 1926. godine ministar građevine. Ubrzo je HSS opet prešla u oporbu.
Poslije smrti Stjepana Radića izabran za dopredsjednika HSS (predsjednik Vladko Maček).

## Emigracija i povratak (1929. – 1941.)
Nakon uvođenja Šestosiječanjske diktature odlazi u emigraciju. Boravio je isprva u Rimu, kasnije pretežito u Beču, neko vrijeme u Berlinu, a posjetio je i SAD.
U listopadu 1930. godine održan je u Salzburgu sastanak Vladka Mačeka, Ante Pavelića, Augusta Košutića i Jurja Krnjevića, na kojem se, prema nekim podatcima, dogovarala dalja koordinacija u akcijama u inozemstvu (Italija, Francuska, Engleska).
Iz prve polovice 1930-ih značajna je njegova prijepiska s drugim emigrantom, Svetozarom Pribićevićem, koji boravi u Parizu.
Kao predstavnik predsjednika HSS-a Vladka Mačeka održavao je kontakte naročito s Njemačkom i Italijom, u kojima tada vlada nacistički odnosno fašistički režim. Već na početku emigracije susreo se u Italiji s Antom Pavelićem i održavao s njim uglavnom dobre odnose, za razliku od drugog predstavnika HSS-a u inozemstvu Jurja Krnjevića. U srpnju 1936. godine bio je primljen kod Musolinija; o tom posjetu ima malo podataka i njegova pozadina i smisao ostaju nejasni. Odnosi s ustašama (frankovcima) kasnije su pogoršani, jer ovi optužuju Mačeka za izdaju zajedničke borbe zbog politike sporazumijevanja s Beogradom.
Vraća se u zemlju 1937. godine. Preuzima dužnost dopredsjednika HSS-a. Sudjeluje u pregovorima koji su doveli do potpisivanja Sporazuma Cvetković-Maček. Maček ga je želio za bana novoosnovane Banovine Hrvatske. Međutim, knez Pavle Karađorđević, namjesnik, smatrao je da će on biti neprijhvatljiv za srbijanske političare. Tako je banom imenovan umjereni Ivan Šubašić.

## Između ustaša i partizana (1941. – 1946.)
Nakon uspostave NDH ostaje u Zagrebu. ustaški ga režim više puta zatvara 1941. i 1942. godine. Poslije se odnos mijenja.

### Pregovori o ulasku u vladu NDH
Krajem ljeta 1943. godine Nijemci, uznemireni neuspjehom ustaške vlasti u osiguravanju mira i reda, te padom Mussolinija (puč maršala Badoglia, 25. srpnja 1943. godine) pokreću inicijativu uključivanja predstavnika HSS-a u političko vodstvo NDH. Mladen Lorković stupio je u vezu s Košutićem i iznio mu ponudu. Košutić i ostali predstavnici HSS-a predlagali su uspostavu nestranačke (činovničke) vlade i raspisivanje izbora za Hrvatski sabor. Lorković je predlagao ulazak predstavnika HSS-a u postojeću vladu, a drugi uvjet je ocijenio neprihvatljivim.
Ante Pavelić se 2. rujna 1943. godine odriče funkcije predsjednika vlade i na to mjesto imenuje dr. Nikolu Mandića, starijeg političara bez osobitog ugleda; međutim Pavelić kao poglavnik zadržava svu stvarnu vlast. Mandić i Lorković nastavljaju pregovore s Košutićem i drugim predstavnicima HSS-a, međutim u listopadu je Pavelić naredio prekid pregovora.

### Pregovori s komunistima
U proljeće 1944. godine Košutić stupa u kontakt s Narodnooslobodilačkim pokretom. Kao uvjete za suradnju traži priznanje HSS-a kao legitimnog predstavnika hrvatskog naroda, osiguravanje izborne demokracije (tj. mogućnost HSS-a da osniva svoje organizacije na slobodnom teritoriju i ističe kandidate na izborima za Narodnooslobodilačke odbore), te nepolitičnost vojske (ukidanje komunističkih komesara). Njegove zahtjeve Izvršni odbor Jedinstvene narodnooslobodilačke fronte Hrvatske (JNOF) odbija u srpnju 1944. godine. U to je doba već niz dužnosnika HSS-a, među kojima je najznačajniji Božidar Magovac, kao Izvršni odbor HSS-a sudjelovalo u NOP-u, a osobito u radu ZAVNOH-a. Oni nisu postavljali takve uvjete i nisu ugrožavali dominaciju komunista u Pokretu. Sudjelovali su u sve oštrijim napadima na predsjednika HSS-a Mačeka, čija je pasivnost ocjenjivana kao izdaja.

### Puč Lorković-Vokić, bijeg i zatvor
Godine 1944., s Košutićem i skupinom drugih vođa Hrvatske seljačke stranke kontaktiraju pokretači Urote Lorkovića i Vokića, koji planiranju raskid NDH s Nijemcima i prijelaz na stranu saveznika. Krajem kolovoza 1944. godine petorica vođa HSS-a koji su sudjelovali u zavjeri bili su uhićeni. Košutić uspijeva pobjeći i 7. rujna se pojavljuje na teritoriju pod kontrolom NOP-a. U Topuskom razgovara s Andrijom Hebrangom.
Sredinom rujna susreo se s Randolphom Churchillom, britanskim izaslanikom. Nekoliko dana poslije dostavio mu je Izvještaj o aktivnositma Hrvatske seljačke stranke poslije napada na Jugoslaviju 1941., pisan na engleskom jeziku.
Krajem rujna Košutić je po naredbi Aleksandra Rankovića uhićen. Hebrang je to objasnio sumnjom kako je Košutić nastavio kovati zavjeru s Pavelićem i Mačekom o osnivanju zajedničke hrvatske vlade, koja bi se u povoljnom trenutku okrenula protiv Nijemaca i koju bi Saveznici možda priznali. Vladimir Bakarić znatno poslije, 1978. godine, piše da je »održavao različite veze i pokušavao da na našem terenu obnovi nekakve organizacije HSS-a koje ne bi sudjelovale u NOB-u«. Bakarić otkriva pravi razlog za njegovo uklanjanje (komunisti ne dopuštaju nikakvu stvarnu oporbu), dok je Hebrangova optužba sigurno izmišljena (iako je on mogao vjerovati da je mogućnost takve urote realna).
U zatvoru je ostao do 5. rujna 1946. godine. Pušten je bez sudskoga postupka, a nakon toga želi ponovno pokrenuti rad HSS-a ali komunistička vlast to brzo onemogućava. Bio je i kasnije zatvaran. Radio je u tvornici "Rade Končar" i bio pod neprestanim policijskim nadzorom. Do umirovljenja živi baveći se strukom, daleko od politike.
Umro je u Zagrebu 12. rujna 1964. godine. Pokopan je na zagrebačkome groblju Mirogoju.

## Vanjske poveznice
- Boris Gašpar, Korupciju treba istrijebiti do korijena - jer je korupcija smrt socijalnoj pravdi: August Košutić 1893-1964, (u međumrežnoj pismohrani archive.org 9. kolovoza 2014.)